# Chasing Liberty
Chasing Liberty is een Amerikaanse romantische komedie uit 2004.

## Verhaal
Anna Foster heeft nooit een normaal leven geleid. De 18-jarige is het meest beschermde meisje uit Amerika, want ze is de dochter van de Amerikaanse president. Anna maakt een afspraak met haar vader; terwijl ze een concert bezoekt in Praag mogen enkel twee bewakers haar bewaken. Wanneer haar vader deze belofte verbreekt gaat Anna op de loop samen met Ben Calder, een agent van de Secret Service. Ben krijgt de opdracht om bij Anna te blijven en haar een mooie vakantie te geven. Samen reizen ze via Venetië naar de Love Parade in Berlijn. Terwijl Anna niet weet dat Ben voor haar vader werkt wordt het stel verliefd. Als Anna er in Berlijn achter komt dat Ben bij de Secret Service zit gaat ze bij hem weg. Eenmaal terug in Amerika besluit ze om te gaan studeren. Als ze hoort dat Ben in Londen werkt, vertrekt ook zij naar Engeland.

## Rolverdeling
| Acteur            | Personage                  |
| ----------------- | -------------------------- |
| Mandy Moore       | Anna Foster                |
| Matthew Goode     | Ben Calder                 |
| Jeremy Piven      | Alan Weiss                 |
| Annabella Sciorra | Cynthia Morales            |
| Mark Harmon       | president James Foster     |
| Caroline Goodall  | first lady Michelle Foster |
| Stark Sands       | Grant Hillman              |
| Miriam Margolyes  | Maria                      |
| Beatrice Rosen    | Gabrielle la Claire        |
| The Roots         | zichzelf                   |